# Wincanton Classic
Das Wincanton Classic (auch unter den Namen Leeds Classic und Rochester Classic ausgetragen) war ein Eintagesrennen, das in Großbritannien ausgetragen wurde und zum Rad-Weltcup zählte.
Zuerst wurde es 1989 in Newcastle ausgetragen. In den Jahren 1990 und 1991 fand das Rennen in Brighton statt. Im darauf folgenden Jahr zog man um nach Leeds und im letzten Jahr seiner Austragung fuhr man in Rochester. 1998 wurde das Rennen im Kalender des Weltcups durch die HEW Cyclassics ersetzt.

## Sieger

### Wincanton Classic
- 1989  Frans Maassen
- 1990  Gianni Bugno
- 1991  Eric Van Lancker
- 1992  Massimo Ghirotti

### Leeds Classic
- 1993  Alberto Volpi
- 1994  Gianluca Bortolami
- 1995  Maximilian Sciandri
- 1996  Andrea Ferrigato

### Rochester Classic
- 1997  Andrea Tafi